# Marc (nom)
Marc és un nom propi masculí d'origen llatí Marticus possiblement associat a Mart, déu romà de la guerra.

## Variants en altres llengües
- Alemany: Markus, Marco
- Àrab: ﻣﺮﻛﺲ (Markus o Murkus)
- Txec: Marc, Marek
- Xinès: 马克
- Danès: Markus
- Eslovac: Marek
- Eslovè: Marko
- Espanyol: Marcos, Marco
- Finès: Markus
- Francès: Marc
- Gallec: Marco, Marcos
- Grec: Μάρκος (Márcos)
- Anglès: Mark, Marcus
- Irlandès: Mairc, Marcas
- Italià: Marco
- Llatí: Marcus
- Lituà: Markas
- Neerlandès: Marcus
- Noruec: Mark
- Polonès: Marek
- Portuguès: Marco, Marcos
- Romanès: Marcus